# TMF Game Awards
De TMF Game Awards waren publieksprijzen voor games die jaarlijks uitgereikt werden door TMF Nederland. 

## Geschiedenis
De eerste editie vond in 2005 plaats in samenwerking met Power Unlimited, dat daarvoor al eigen gameprijzen had uitgereikt. In 2006 werden de prijzen op de Gameplay uitgereikt. In 2007 werden er geen Game Awards uitgereikt. In 2008 en 2009 waren de prijsuitreikingen op Firstlook.

## Prijswinnaars in 2005
| Categorie                | Winnaar                       |
| ------------------------ | ----------------------------- |
| Beste game overall       | Grand Theft Auto: San Andreas |
| Beste PC-game            | Battlefield 2                 |
| Beste PlayStation 2-game | Grand Theft Auto: San Andreas |
| Beste Xbox-game          | Halo 2                        |
| Beste Gamecube-game      | Resident Evil 4               |
| Beste online-game        | World of Warcraft             |
| Beste spelcomputer       | PC                            |
| Beste nieuw platform     | Xbox 360                      |

## Prijswinnaars in 2006
| Categorie                      | Winnaar                                |
| ------------------------------ | -------------------------------------- |
| Beste game overall             | Grand Theft Auto: Liberty City Stories |
| Beste PC-game                  | F.E.A.R.                               |
| Beste PlayStation 2-game       | Black                                  |
| Beste Xbox 360-game            | Saints Row                             |
| Beste Gamecube-game            | Mario Smash Football                   |
| Beste DS/GBA-game              | New Super Mario Bros.                  |
| Beste PSP-game                 | Grand Theft Auto: Liberty City Stories |
| Beste online-game              | Call of Duty 2                         |
| Beste spelcomputer             | Xbox 360                               |
| Beste handheld                 | PSP                                    |
| Speciale award voor Best Sound | Call of Duty 2                         |

## Prijswinnaars in 2008
| Categorie                | Winnaar                        |
| ------------------------ | ------------------------------ |
| Beste PlayStation 3-game | Grand Theft Auto IV            |
| Beste PC-game            | Call of Duty 4: Modern Warfare |
| Beste Xbox-game          | Grand Theft Auto IV            |
| Beste Wii-game           | Super Smash Brothers Brawl     |
| Beste DS-game            | Zelda: The Phantom Hourglass   |
| Beste PSP-game           | God of War: Chains of Olympus  |
| Beste game platform      | Xbox 360                       |
| Beste overall game       | Grand Theft Auto IV            |

## Prijswinnaars in 2009
| Categorie                | Winnaar                                   |
| ------------------------ | ----------------------------------------- |
| Beste PC-game            | World of Warcraft: Wrath of the Lich King |
| Beste PlayStation 3-game | Killzone 2                                |
| Beste Xbox 360-game      | Gears of War 2                            |
| Beste Wii-game           | Wii Sports Resort                         |
| Beste PSP-game           | Soul Calibur Broken Destiny               |
| Beste DS-game            | Grand Theft Auto: Chinatown wars          |
| Beste platform           | Xbox 360                                  |